# Shrines
Shrines è il primo album in studio del gruppo musicale canadese Purity Ring, pubblicato il 20 luglio 2012 dalla 4AD.

## Descrizione
Il duo ha registrato l'album separatamente a casa per diversi mesi, inviando le proprie parti via e-mail. Lo stesso descritto il disco come «personale» e tratta temi di auto-potenziamento e amore usando immagini grafiche, "gory". Dal punto di vista musicale è stato descritto come un album elettropop, synth pop, dream pop e indie pop, che incorpora una produzione ispirata all'hip hop.

## Promozione
Per promuovere Shrines, i Purity Ring hanno pubblicato il singolo Obedear, seguito da Belispeak e Fineshrine, con grande successo di critica. L'album ha debuttato al numero 32 della Billboard 200 e al numero due della classifica Dance/Electronic Albums. Aveva venduto 90 000 copie negli Stati Uniti a febbraio 2015. L'album ha ricevuto recensioni positive dalla maggior parte dei critici, molti dei quali hanno elogiato il suo contrasto tra produzione pop slick e testi grafici. È apparso in diverse liste di critici di fine anno ed è stato nominato per il Premio Polaris Music 2013.
L'album è stato inserito al numero 24 della lista dei migliori album dell'anno (2012) da Pitchfork Media

## Tracce
1. Crawlersout – 3:10
2. Fineshrine – 3:29
3. Ungirthed – 2:48
4. Amenamy – 3:27
5. Grandloves – 4:33
6. Cartographist – 4:48
7. Belispeak – 2:58
8. Saltkin – 3:25
9. Obedear – 3:29
10. Obedear – 3:59
11. Shuck – 2:09